# Heritage players
Dans les pays anglo-saxons, le terme Heritage Players  (littéralement les joueurs par héritage ou patrimoine) désigne les sportifs et sportives originaires d'un pays, qui résident dans un autre pays  et y disputent un championnat ou une compétition.  
Cela que le lien avec le pays d'origine soit étroit ou lointain et que ces joueurs aient conservé la nationalité du pays d'origine ou non.  
Appliqué au rugby à XIII, où la notion est très fréquemment employée et importante, cela désigne plus précisément les joueurs et joueuses d'origine étrangère, qui jouent principalement  dans les championnats des trois grandes nations dominantes (ou Big three) : Angleterre, Australie et Nouvelle-Zélande. Cette simple qualité leur permettant de représenter leur pays d'origine. 
Cette notion est souvent différente de celle de « nationalité »  ou de « résidence » , telles que définies dans le pays d'accueil.  
Elle peut parfois entrer en conflit avec les règles des fédérations nationales par exemple celles de la FFR XIII, qui imposent  des conditions de nationalité ou de résidence pour pouvoir représenter la France.  

## Les Heritage players en rugby à XIII

### Intérêt du concept

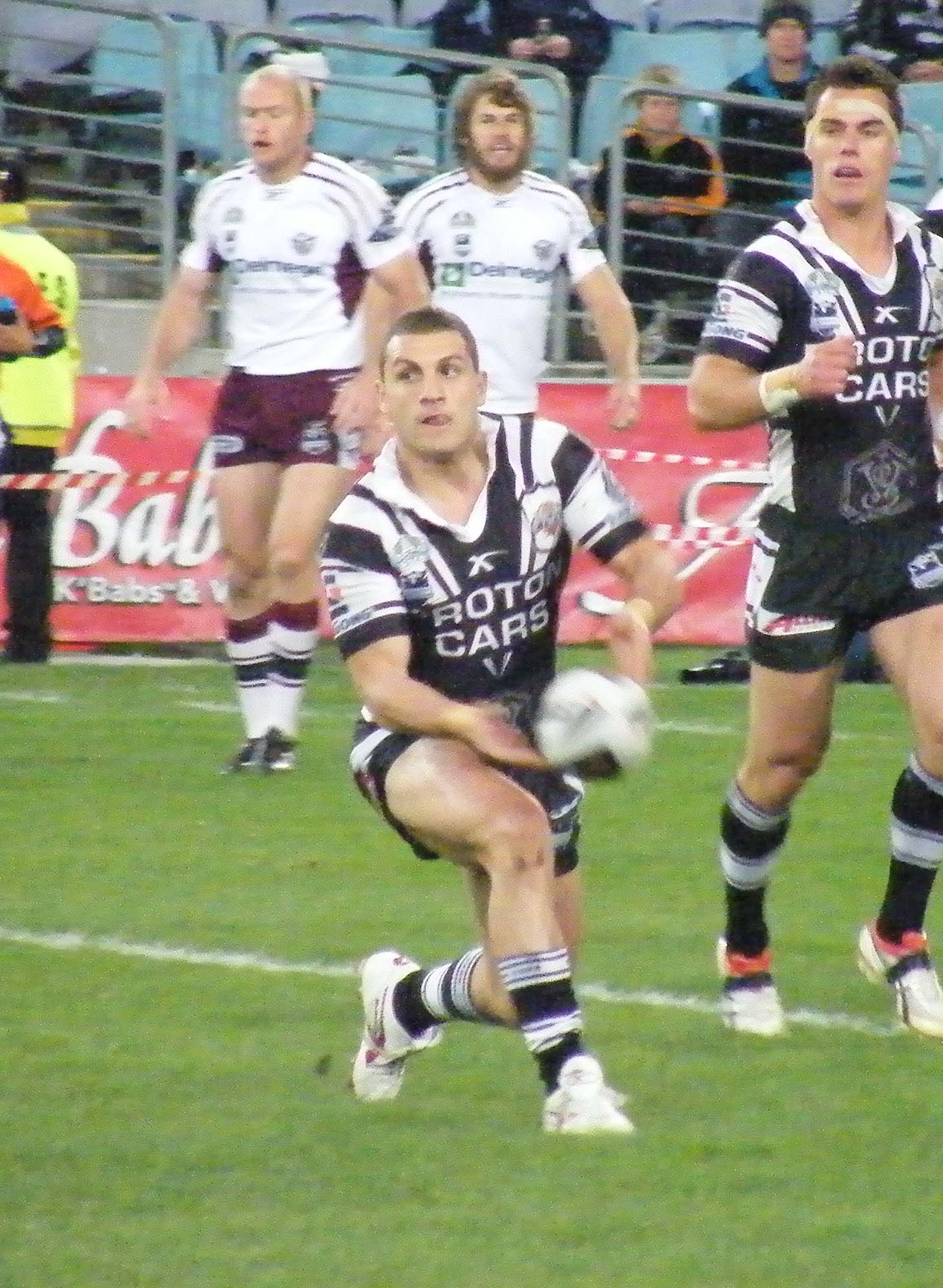
Robbie Farah; un Heritage player d'origine libanaise qui joue ici avec son club australien des Wests Tigers

En rugby à XIII, le concept est utile dans les démarches de développement du rugby à XIII dans le monde et est lié à une notion qui est celle de « nations émergentes » , organisées en championnat.
Il permet ainsi de constituer des équipes nationales assez facilement sans que préexiste nécessairement une organisation du sport dans le pays d'origine. Ainsi, des joueurs disputant la NRL, le championnat de rugby à XIII australien, du niveau le plus réputé, alimentent des équipes nationales telles que le Liban, la Hongrie, la Grèce,  la Pologne, les Philippines , etc.  Les joueurs ont souvent la nationalité australienne, portent parfois des patronymes anglo-saxons, mais disputent des matchs internationaux pour un pays avec lequel ils n'ont parfois qu'un lien lointain.  Un certain nombre d'équipes ont d'ailleurs leur siège en Australie. Et il est même arrivé , comme dans le cas du Japon en 2008, que deux équipes , une locale et une « australienne  » soient en concurrence.
La présence des joueurs au sein de ces équipes permet ainsi de disposer d'une équipe qui possède dès ses débuts un niveau respectable, susceptible même de provoquer une certaine surprise comme le Liban contre la France lors de la coupe du monde 2017.
Et également de bénéficier de retombées médiatiques utiles pour implanter et développer en parallèle un sport dans un pays, comme pour la Grèce. L'apport de tels joueurs au sein des sélections nationales est telle que la décision de l'Irlande en 2018 d'en limiter le recours pour son équipe nationale fait débat, à la veille des campagnes de qualification pour la coupe du monde 2021.
Si le cas des joueurs australiens est symptomatique , à la marge d'autres joueurs jouant dans les championnats britanniques peuvent être dans la même situation.  C'est le cas par exemple du joueur anglais Brad Billsborough qui joue pour l'Allemagne ou le joueur d'origine lettonne Euan Aitken . 

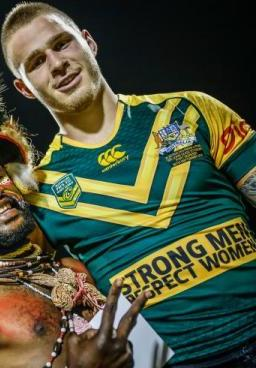
Euan Aitken; un « heritage player » d'origine lettone, qui a joué pour l'Australie mais qui pourrait tout à fait jouer pour La Lettonie

Les règles permettant d’accorder la qualité d'Heritage player à un « sélectionnable » peuvant varier d'une fédération à l'autre, avec une grande marge d'appréciation, mais sont toutefois encadrées par la RLIF
Néanmoins, leur application peut poser des difficultés comme dans le cas de joueurs ayant joué d'abord dans l'équipe réserve d'Angleterre qui ont ensuite joué pour d'autres nations comme le pays de Galles.
En 2019, le problème se pose pour  certains joueurs nés en Australie mais qui résident en Grande-Bretagne. Ceux-ci seraient sélectionnables pour les Lions britanniques dont une tournée est prévue dans l'hémisphère sud. Sont dans cette situation des joueurs comme Blake Austin,  Jackson Hastings et Lachlan Coote.

### Critique du mécanisme
Parfois, le concept fait débat dans les médias anglo-saxons. Il soulève parfois une question dans la situation inverse : celle des Heritage players sélectionnés dans les plus grandes équipes nationales comme l'Australie, alors que ceux-ci pourraient être utiles s'ils jouaient  pour leur  nation d'origine.
Une autre critique émise à l'encontre du mécanisme est qu'il pénaliserait des équipes comme la France, qui forment et font appel à des talents nationaux, déploient des efforts pour ce faire, et ne jouent donc pas à armes égales contre les équipes formées d'Heritage players.

## Autres sports
Le même phénomène s'observe dans des sports comme le basket-ball; les Philippines et le Vietnam ont recours à des heritage players , à des fins de développement. 